# Georg-Büchner-Gymnasium (Köln)
Das Georg-Büchner-Gymnasium ist ein Gymnasium in Köln. Benannt ist die Schule seit 1986 nach dem Schriftsteller, Mediziner, Naturwissenschaftler und Revolutionär Georg Büchner.

## Entstehung und Charakteristik
Die Schule wurde 1969 als Gymnasium der Gemeinde Lövenich (seit 1975 Stadtteil Kölns) zunächst in Königsdorf, heute ein Stadtteil Frechens, gegründet und bezog 1973 einen Neubau am Standort in Weiden, den es sich gemeinsam mit der Martin-Luther-King-Hauptschule (ausgelaufen im Jahr 2016) teilte.
Die Schule war bis zu Beginn des 21. Jahrhunderts das einzige Ganztagsgymnasium in Köln. Heute ist das Georg-Büchner-Gymnasium sechs- bis siebenzügig und zählt mit etwa 1350 Schülern und etwa 130 Lehrern zu den größeren Gymnasien in Nordrhein-Westfalen. Die Schule feierte 2019 ihr 50. Jubiläum mit einem großen Festakt.
Im Rahmen einer öffentlich-privaten Partnerschaft wurden die Schulgebäude am alten Standort weitgehend neu errichtet. Im Oktober 2020 hat die Schule die neuen Hauptgebäude bezogen.
Für das Schuljahr 2023/2024 ist die Schule als Bündelungsgymnasium ausgewiesen.

## Projekte und Auszeichnungen
Die Schule nimmt an vielen Wettbewerben teil und bietet ein breites Ganztagsangebot mit vielen außerunterrichtlichen Arbeitsgemeinschaften, Betreuung und Schulmensa. In der Sekundarstufe I können Klassen mit einem besonderen Profil besucht werden: Neben Sprachenklassen (Latein und Englisch ab Klasse 5, Französisch ab Klasse 7) gibt es Bläserklassen, in der die Schüler ein Klassenblasorchester bilden. Es bestehen Schüleraustausche mit Schulen in Frankreich, Großbritannien, Ungarn und Polen.
Mehrfach ausgezeichnet wurden die Eigenproduktionen des Schultheaters und die Schülerzeitung. Die Schule ist seit 2001 Projektschule des Schülerwettbewerbs Jugend debattiert.
2001 erhielten Schüler der 10. und 11. Jahrgangsstufe für das Projekt „Denk- und Mahnmale an das Dritte Reich“ den zweiten Preis des Schülerwettbewerbs „Erinnern für Gegenwart und Zukunft – Im Dialog für Toleranz“ der Shoah Foundation, in Höhe von 4000,- DM. Die Projektgruppe des Philosophie-Grundkurses stiftete die Hälfte des Preisgeldes zur Verlegung von 13 Stolpersteinen in den Kölner Stadtteilen Braunsfeld und Lindenthal. Seitdem sind weitere Stolpersteine – durch verschiedene Projekte der Schule finanziert – hinzugekommen, zuletzt im Rahmen einer in Schülerinitiative aufgeführten musikalisch-szenischen Auseinandersetzung zum 75. Jahrestag des Vernichtungslagers Auschwitz im Jahr 2020.

## Ehemalige Schüler
- Fabian Köster (* 1995), TV-Satiriker und Entertainer[8]